# Trachycarpus geminisectus
Trachycarpus geminisectus är en enhjärtbladig växtart som beskrevs av Spanner och Al. Trachycarpus geminisectus ingår i släktet Trachycarpus och familjen Arecaceae. Inga underarter finns listade i Catalogue of Life.